# 王秀秀
王秀秀（1932年—），浙江鄞县人。中华人民共和国政治人物。
1953年加入中国共产党。曾任上海电机玻璃纤维厂党支部书记。1977年8月，在中国共产党十一次全国代表大会上当选为中央委员。